# Mathieu Peisson
Mathieu Peisson (né le 29 septembre 1982 à Sète) est un joueur français de water-polo.
Il évolue à Barcelone dans le club de San Andreu après avoir notamment été champion de France en 2012 et en 2014 avec le Montpellier Water-Polo. Il est aussi membre de l'équipe de France de water-polo masculin depuis 1999.